# Trileptium iacobinum
Trileptium iacobinum är en rundmaskart som beskrevs av Christian Wieser 1959. Trileptium iacobinum ingår i släktet Trileptium och familjen Enoplidae. Inga underarter finns listade i Catalogue of Life.